# Megalibgwilia robusta
Megalibgwilia robusta (Dun, 1895) è una specie estinta di echidna vissuta in Australia, un tempo considerata parte del genere Zaglossus,
Gli unici fossili ritrovati di M. robusta sono un grosso cranio, lungo 65 cm e a cui manca parte del muso, e di un omero. Il presunto fossile di Ornithorhynchus maximus è stato erroneamente descritto basandosi proprio sull'omero di questa specie.
Ci sono diverse teorie sul periodo in cui è vissuto M. robusta: inizialmente si pensava che i reperti potessero essere del Pliocene, ma una nuova datazione suggerisce che siano del Miocene, in un periodo compreso tra 13 e 14 milioni di anni fa. Inoltre, la preservazione dei fossili è molto simile ad alcuni fossili del Pleistocene rinvenuti nelle vicinanze, che si trovavano in depositi di nemmeno un milione di anni fa, nonostante si trovassero in una caverna che risaliva al Devoniano.